# Promenada generała Jerzego Ziętka
Promenada generała Jerzego Ziętka, je široká promenáda (esplanáda) a centrální ulice Slezského parku (Park Śląski) ve městě a městském okrese Chořov (Chorzów) ve Slezském Vojvodství v jižním Polsku. Název promenády je dle polského generála, politika a zakladatele místního Slezského parku, kterým byl Jerzy Ziętek (1901–1985).

## Popis promenády
Promenáda se od katowické čtvrti Dąb táhne přibližně severozápadním směrem. Začíná u nástupní a výstupní stanice lanové dráhy Elka Wesołe Miasteczko a u sousoší Górnicy, pak křižuje úzkorozchodnou železniční trať a vede kolem nejstaršího polského zábavního parku Legendia Śląskie Wesołe Miasteczko a Slezské zoologické zahrady a křižuje alej Aleja Żyrafy. Dále vede kolem rybníků, kašen, uměleckých děl, občerstvení, restaurací atp. až ke Slezskému stadionu, kde u ulice Aleja Harcerska končí. Prakticky nad celou délkou promenády vede lanová dráha Elka. Promenáda je udržovaná a vedou přes ní cyklostezky.

## Další informace
Promenáda je celoročně volně přístupná.

## Galerie

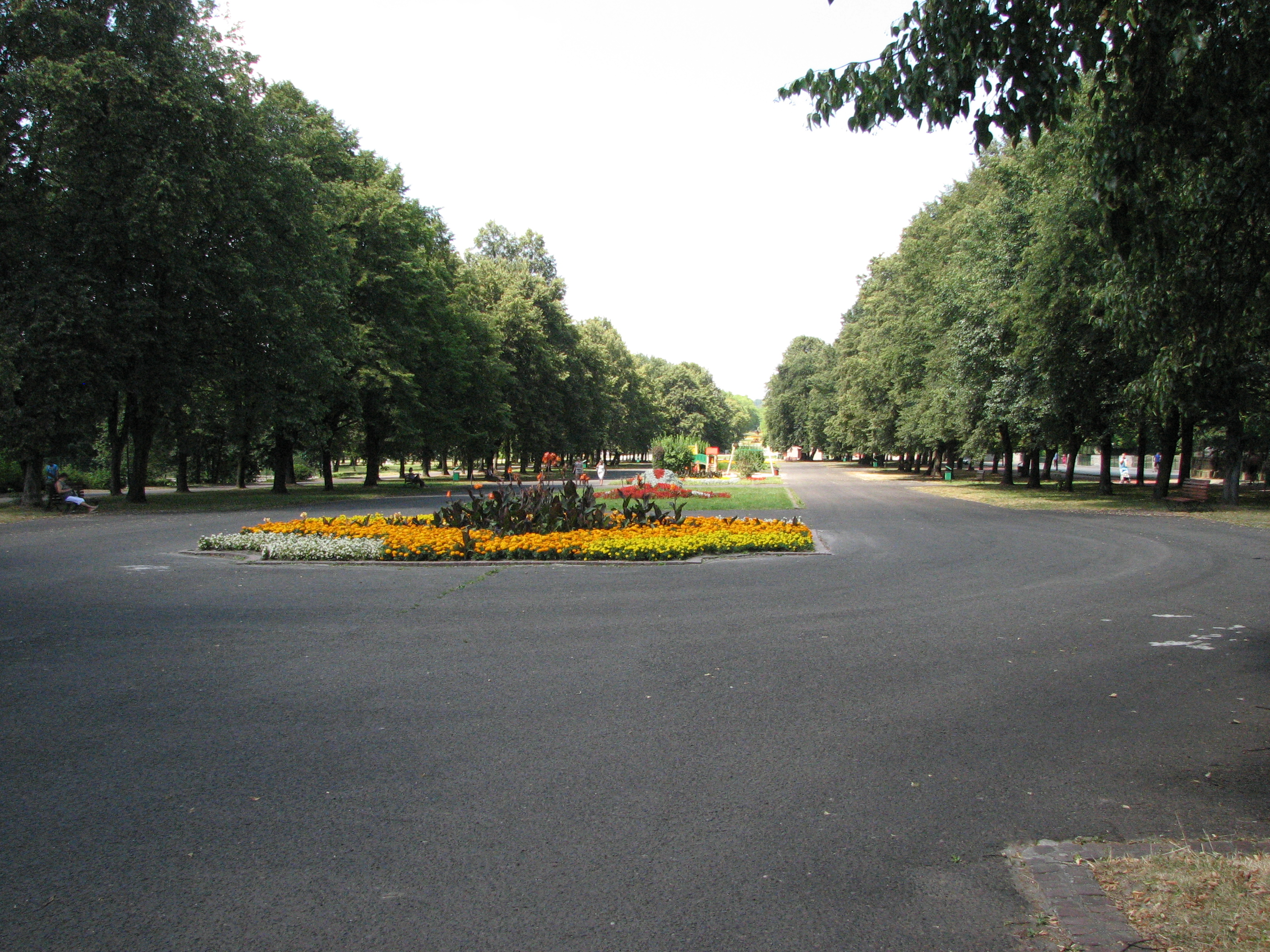
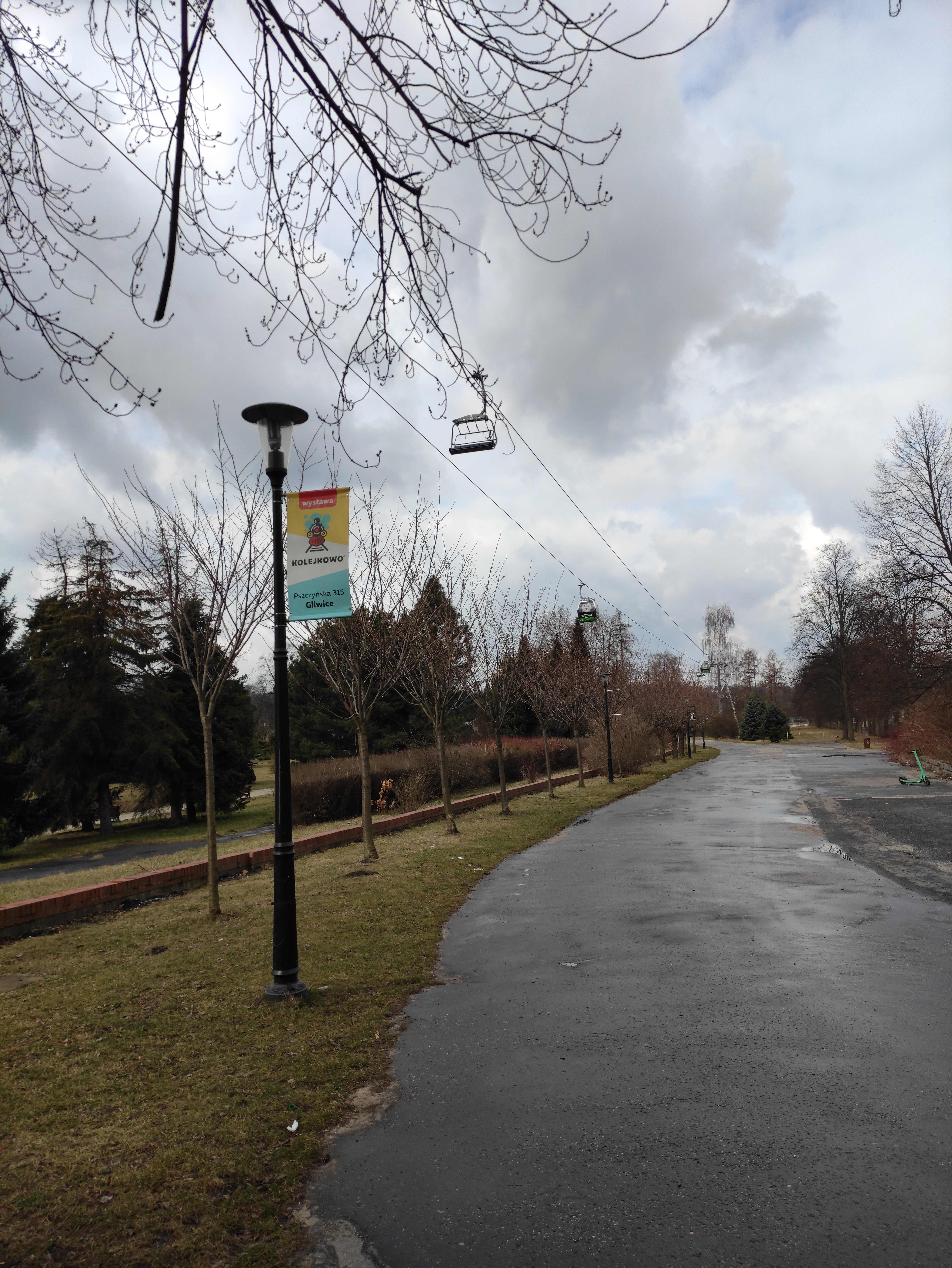
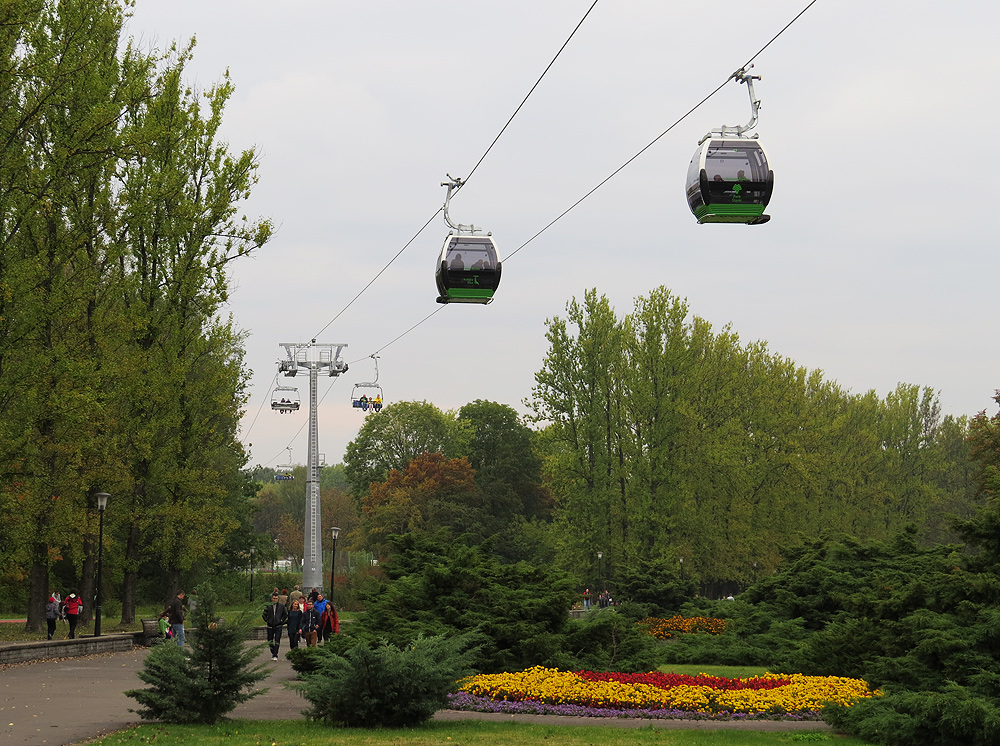
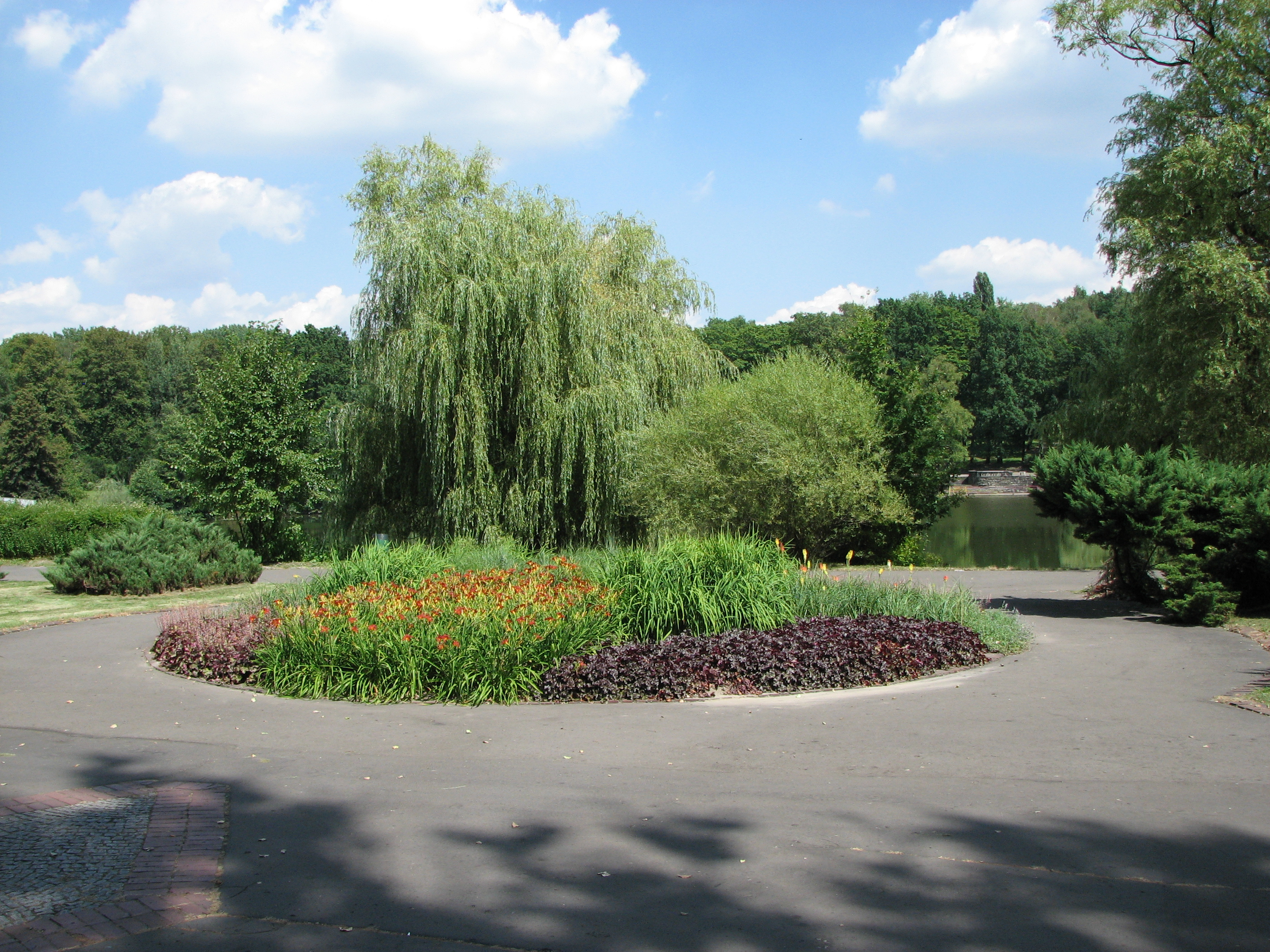
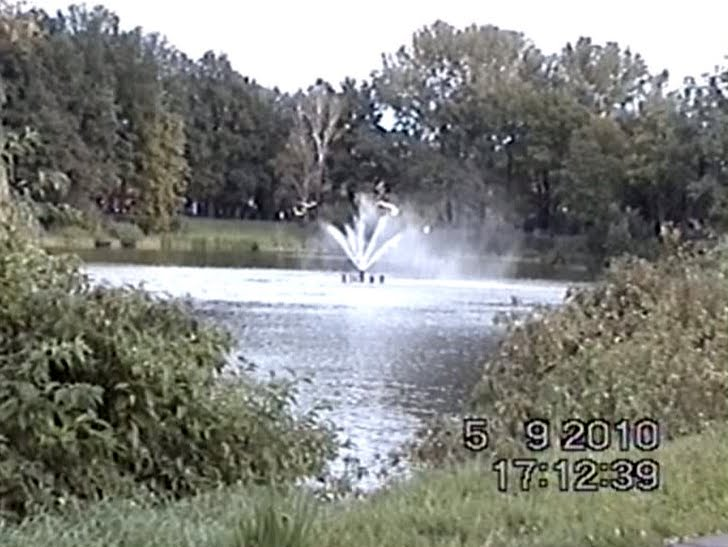
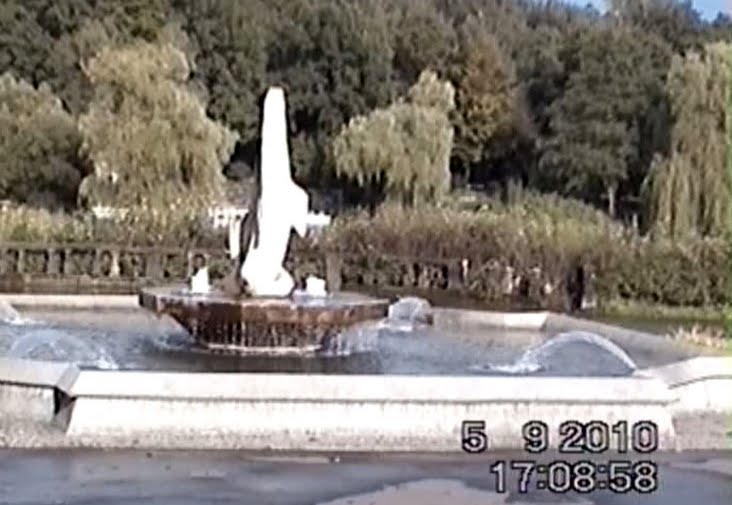
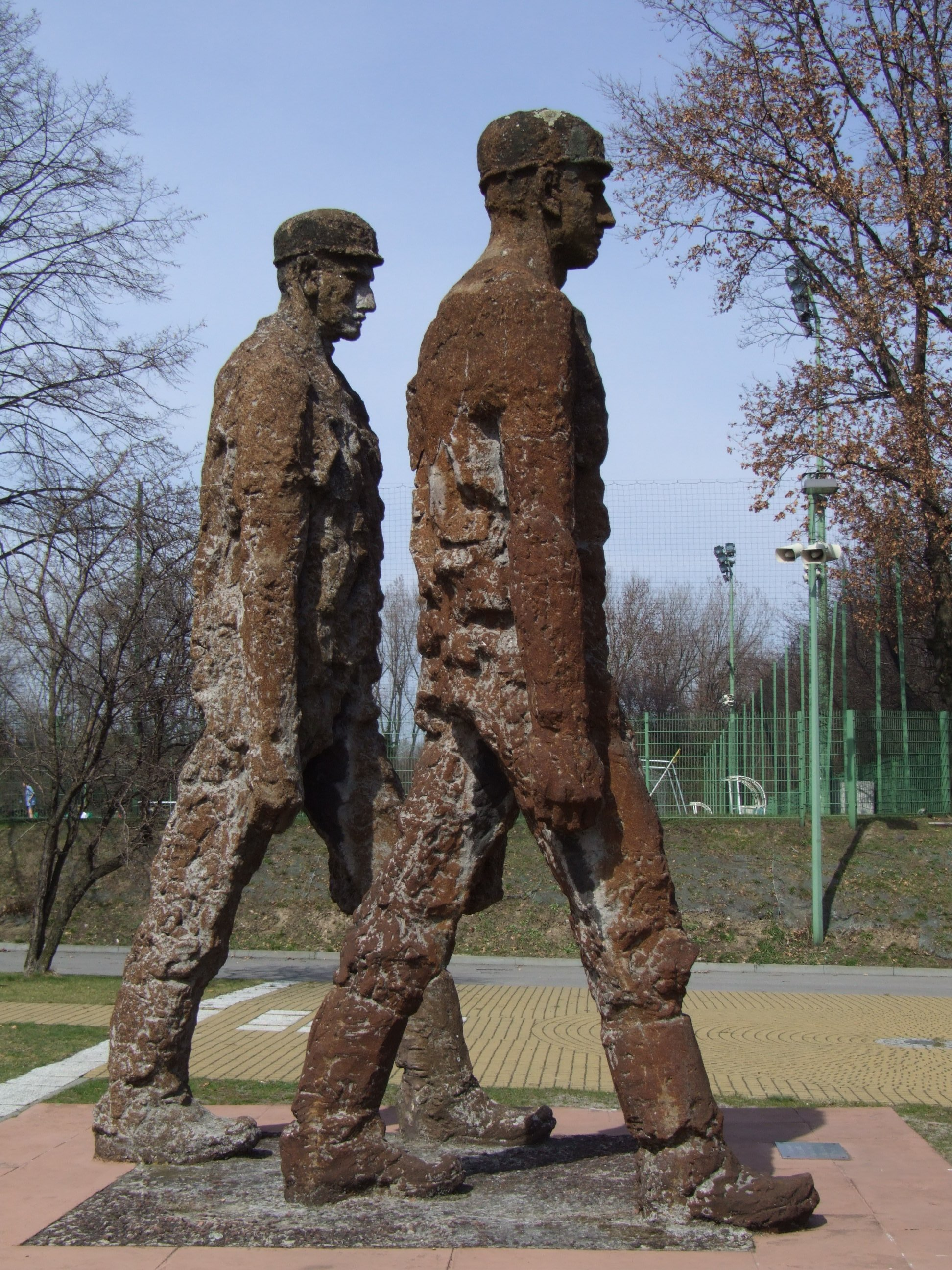